# Georg Muttray
Georg Muttray (* 18. Januar 1894 in Tilsit, Deutsches Reich; † 5. August 1983 in Hannover) war ein deutscher Verwaltungsjurist und Ministerialbeamter.

## Leben
Muttray war Sohn des Oberbaurats Wilhelm Muttray. Er begann an der Philipps-Universität Marburg Rechtswissenschaft zu studieren und wurde am 9. November 1912 im Corps Teutonia zu Marburg recipiert. Als Inaktiver wechselte er an die Friedrich-Wilhelms-Universität zu Berlin und die Georg-August-Universität Göttingen. 1915 bestand er das Referendarexamen. Beim Deutschen Heer nahm er 1916–1918 am Ersten Weltkrieg teil, zuletzt als Oberleutnant d. R. 1920 trat er in die Allgemeine Verwaltung des Freistaats Preußen, zunächst im Preußischen Handelsministerium, dann beim Landratsamt des Kreises Stormarn in Wandsbek. Er kam 1927 als Regierungsrat zum Oberpräsidium der Provinz Schleswig-Holstein und 1932 als Oberregierungsrat zur Regierung in Gumbinnen. 1942 wurde er als Ministerialrat in das Reichsministerium des Innern berufen. 1946 holte ihn die Control Commission for Germany (British Element) in die Verwaltung der Britischen Besatzungszone in Lemgo. Drei Jahre später wurde er Ministerialrat im Niedersächsischen Ministerium für Arbeit, Aufbau und Gesundheit. In seine letzten sechs Dienstjahren war er Staatssekretär im Niedersächsischen Ministerium für Ernährung, Landwirtschaft und Forsten. 1959 trat er in den Ruhestand. Verheiratet war er seit 1926 mit Ursula Stubbe aus Hamburg. Aus der Ehe gingen zwei Söhne und eine Tochter hervor.